# Dedekindov rez
Dedekindov rez, podjela racionalnih brojeva na dvije klase određenih svojstava. Nosi ime po njemačkom matematičaru Juliusu Wilhelmu Richardu Dedekindu. Da bi ta podjela racionalnih brojeva na dvije klase činila taj rez, mora biti ovih svojstava:
- u svakoj klasi ima elemenata
- svaki racionalni broj pada u jednu klasu
- svaki broj iz prve klase manji je od svakog broja iz druge

Ako prva klasa nema najvećeg elementa, a druga nema najmanjega, onda je rez iracionalan. Primjer takva broja je broj kvadratni korijen broja 2.